# جدول زمانی جنگ جهانی دوم

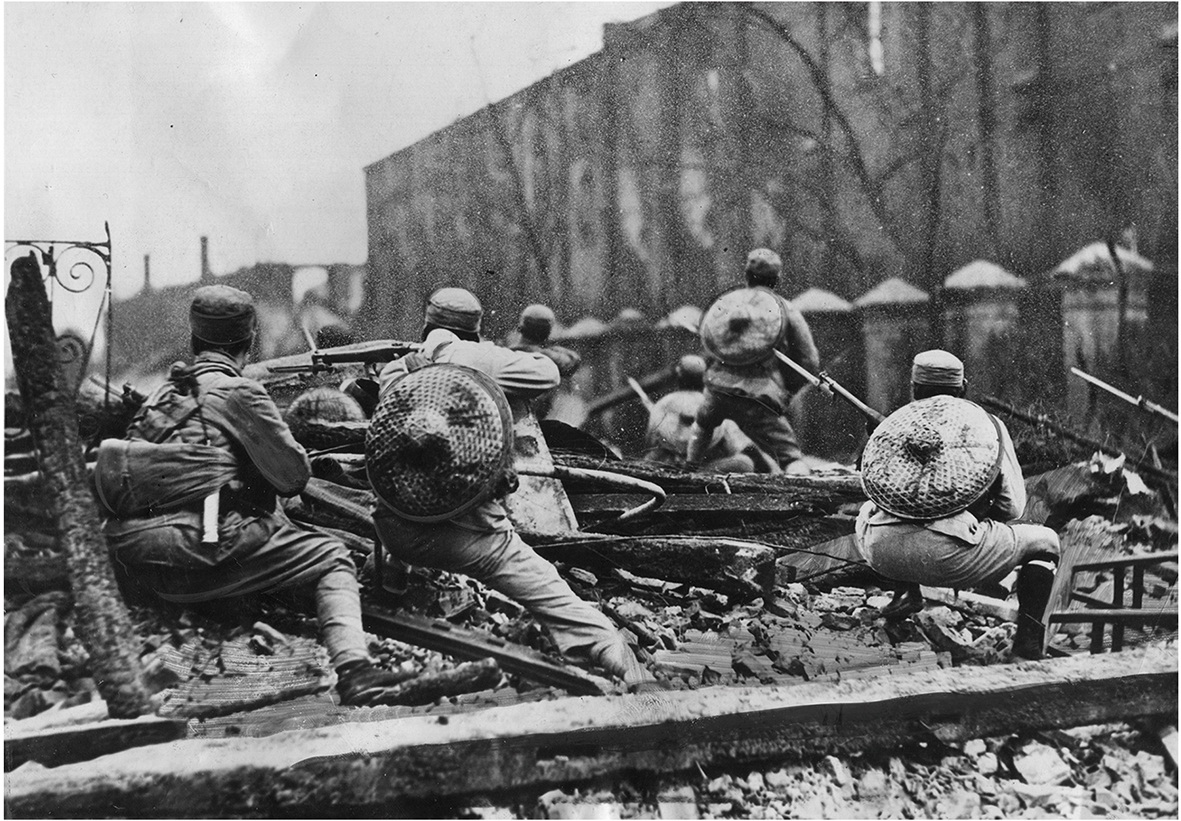
ارتش چین در نبرد شانگهای

جدول زمانی جنگ جهانی دوم (انگلیسی: Timeline of World War II)  فهرستی از جدول‌های زمانی رویدادها در دوره جنگ جهانی دوم  است.

## جدول زمانی اصلی جنگ جهانی دوم
- جدول زمانی جنگ جهانی دوم (۱۹۳۹)
- جدول زمانی جنگ جهانی دوم (۱۹۴۰)
- جدول زمانی جنگ جهانی دوم (۱۹۴۱)
- جدول زمانی جنگ جهانی دوم (۱۹۴۲)
- جدول زمانی جنگ جهانی دوم (۱۹۴۳)
- جدول زمانی جنگ جهانی دوم (۱۹۴۴)
- جدول زمانی جنگ جهانی دوم (۱۹۹۱-۱۹۴۵)

### جنگ‌ها، مبارزات و نبردها
- جدول زمانی جنگ اقیانوس آرام
- جدول زمانی تهاجم به لهستان (۱۹۳۹)
- جدول زمانی نبرد فرانسه (۱۹۳۹–۱۹۴۰)
- جدول زمانی نبرد اقیانوس اطلس (۱۹۳۹–۱۹۴۵)
- جدول زمانی جنگ زمستان (۱۹۳۹–۱۹۴۰)
- جدول زمانی کمپین نروژی (۱۹۴۰)
- جدول زمانی کمپین شمال آفریقا (۱۹۴۰–۱۹۴۳)
- جدول زمانی جبهه شرقی جنگ جهانی دوم (۱۹۴۱–۱۹۴۵)